# Fårholmsgrundet
Fårholmsgrundet är en ö i Finland. Den ligger i Bottenviken och i kommunen Karleby i den ekonomiska regionen  Karleby i landskapet Mellersta Österbotten, i den nordvästra delen av landet. Ön ligger omkring 14 kilometer nordväst om Karleby och omkring 430 kilometer norr om Helsingfors.
Öns area är 1 hektar och dess största längd är 190 meter i öst-västlig riktning.